# Skibotn
Skibotn (en same du Nord : Ivgobahta, en kvène : Yykeänperä) est une localité de la kommune de Storfjord du comté de Troms, dans le nord de la Norvège. Le village est situé sur la rive sud-est du fjord de Lyngen, au croisement des routes européennes E6 et E8, à environ 50 km de Kilpisjärvi, dans la pointe occidentale de la Finlande.

## Transports
Outre la route, la localité est également desservie par les lignes 160, 463 et 464 du réseau de cars du comté, Troms fylkestrafikk, proposant quelques départs par jour vers Apaja, Tromsø, Hatteng, Nordkjosbotn et Storslett. La compagnie finlandaise Eskelinen Lapin Linjat propose également des trajets vers Tromsø et Rovaniemi.
Skibotn est également l'un des terminus proposé pour une hypothétique « ligne arctique » de chemin de fer.